# Pervan Gornji
Pervan Gornji är en ort i Bosnien och Hercegovina.   Den ligger i entiteten Republika Srpska, i den nordvästra delen av landet, 150 km nordväst om huvudstaden Sarajevo. Pervan Gornji ligger 429 meter över havet och antalet invånare är 210.
Terrängen runt Pervan Gornji är kuperad söderut, men norrut är den platt. Terrängen runt Pervan Gornji sluttar norrut. Runt Pervan Gornji är det ganska tätbefolkat, med 67 invånare per kvadratkilometer.. Närmaste större samhälle är Banja Luka, 14,1 km öster om Pervan Gornji.
Omgivningarna runt Pervan Gornji är en mosaik av jordbruksmark och naturlig växtlighet.